# كريستين تشامبرز
كريستين تيريز تشامبرز (بالإنجليزية: Christine Therese Chambers)‏ هي طبيبة نفسية كندية في جامعة دالهاوسي. وهي تشغل كرسي أبحاث كندا من المستوى 1 في الاستماع للأطفال.
أصبحت تشامبرز مهتمة بعلم نفس الأطفال. أكملت دراستها الجامعية في جامعة دالهاوسي. التحقت بـجامعة كولومبيا البريطانية لدراساتها العليا (ماجستير، دكتوراه).